# Aisone

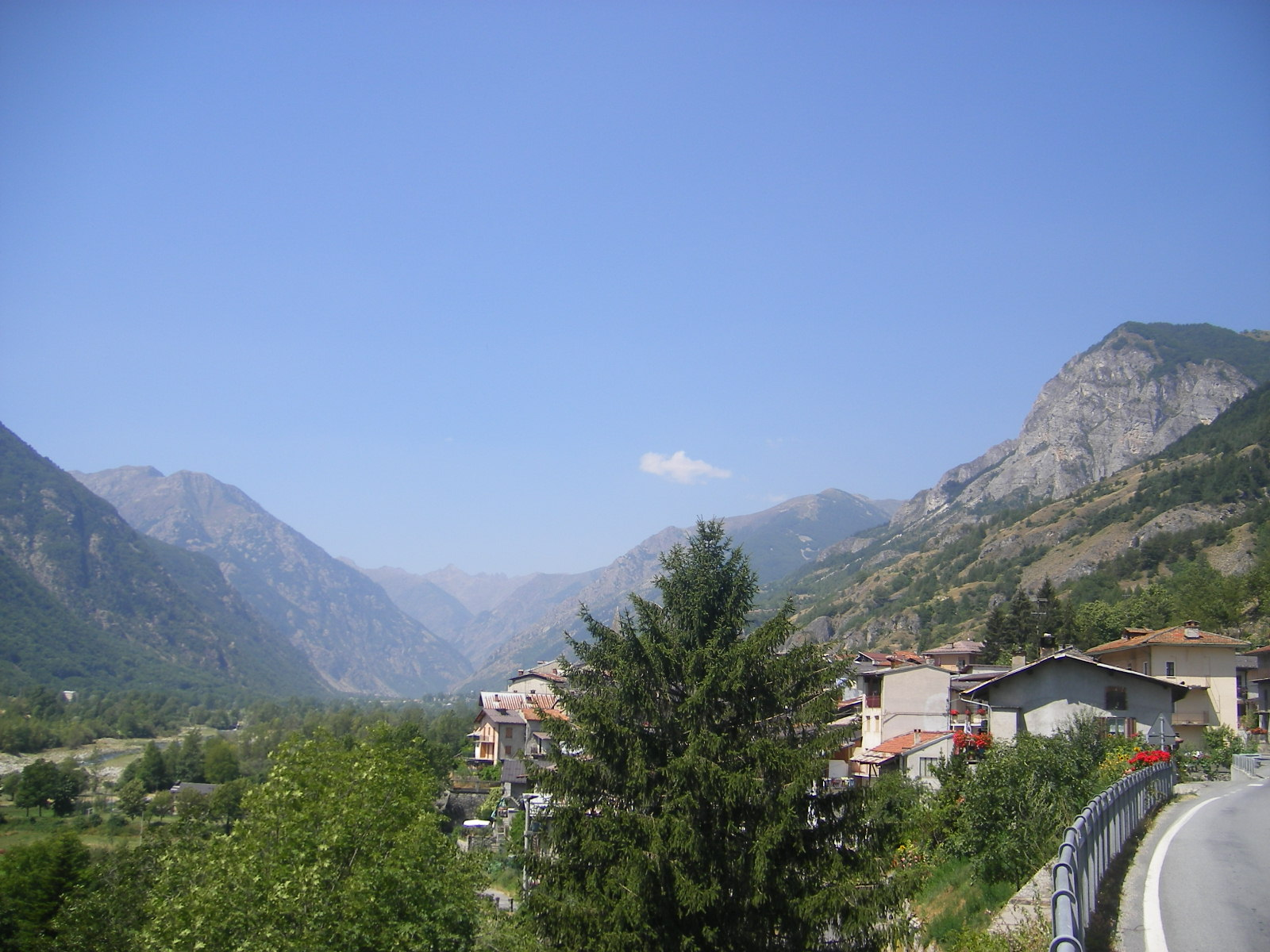
Aisone (2007)

Aisone là một đô thị tại tỉnh Cuneo trong vùng Piedmont của Italia, vị trí cách khoảng 90 km về phía tây nam của Torino và khoảng 30 km về phía tây nam của Cuneo. Tại thời điểm ngày 31 tháng 12 năm 2004, đô thị này có dân số 269 người và diện tích là 36,7 km².
Aisone giáp các đô thị: Demonte, Valdierivà Vinadio.